# Karel Knesl
Karel Knesl (Pustiměř, 8 de abril de 1943 – Praga, 3 de setembro de 2020) foi um futebolista checo, que atuava como meia.

## Carreira
Knesl jogou no Dukla Praha, com o qual conquistou três campeonatos nacionais e uma Copa da Tchecoslováquia.
Representou a Seleção Tchecoslovaca de Futebol, medalha de prata em Tóquio-1964 .

## Morte
Morreu no dia 3 de setembro de 2020 em Praga, aos 78 anos.